# Sphenoptera collaris
Sphenoptera collaris es una especie de escarabajo del género Sphenoptera, familia Buprestidae. Fue descrita científicamente por Harold en 1878.

## Distribución
Habita en la región afrotropical.